# District de Caen
Le district de Caen est une ancienne division territoriale française du département du Calvados de 1790 à 1795.

## Composition
Il était composé des cantons de :
- Caen[1],
- Argences[2],
- Beny[3],
- Breteville l'Orgueuilleuse[4],
- Cheux[5],
- Creully[6],
- Evrecy[7],
- le Locheur[8],
- Maltot[9],
- Martragny[10],
- Mathieu[11],
- Ranville[12],
- Saint Aubin d'Arquenay[13],
- Tilly la Campagne[14],
- Tilly sur Seule[15],
- Trouarn[16],
- Villers Bocage[17].

Il siégeait dans l'ancienne salle du Chapitre de l'abbaye aux Hommes.